# ولدیمیر ملنیکوف
ولدیمیر ملنیکوف (اوکراینی: Мельников Володимир Миколайович (Имир Ельник)!؛ زادهٔ ۱۴ سپتامبر ۱۹۵۱) شاعر، نویسنده، آهنگساز اهل اتحاد جماهیر شوروی سوسیالیستی است.